# Алонж

Алонж

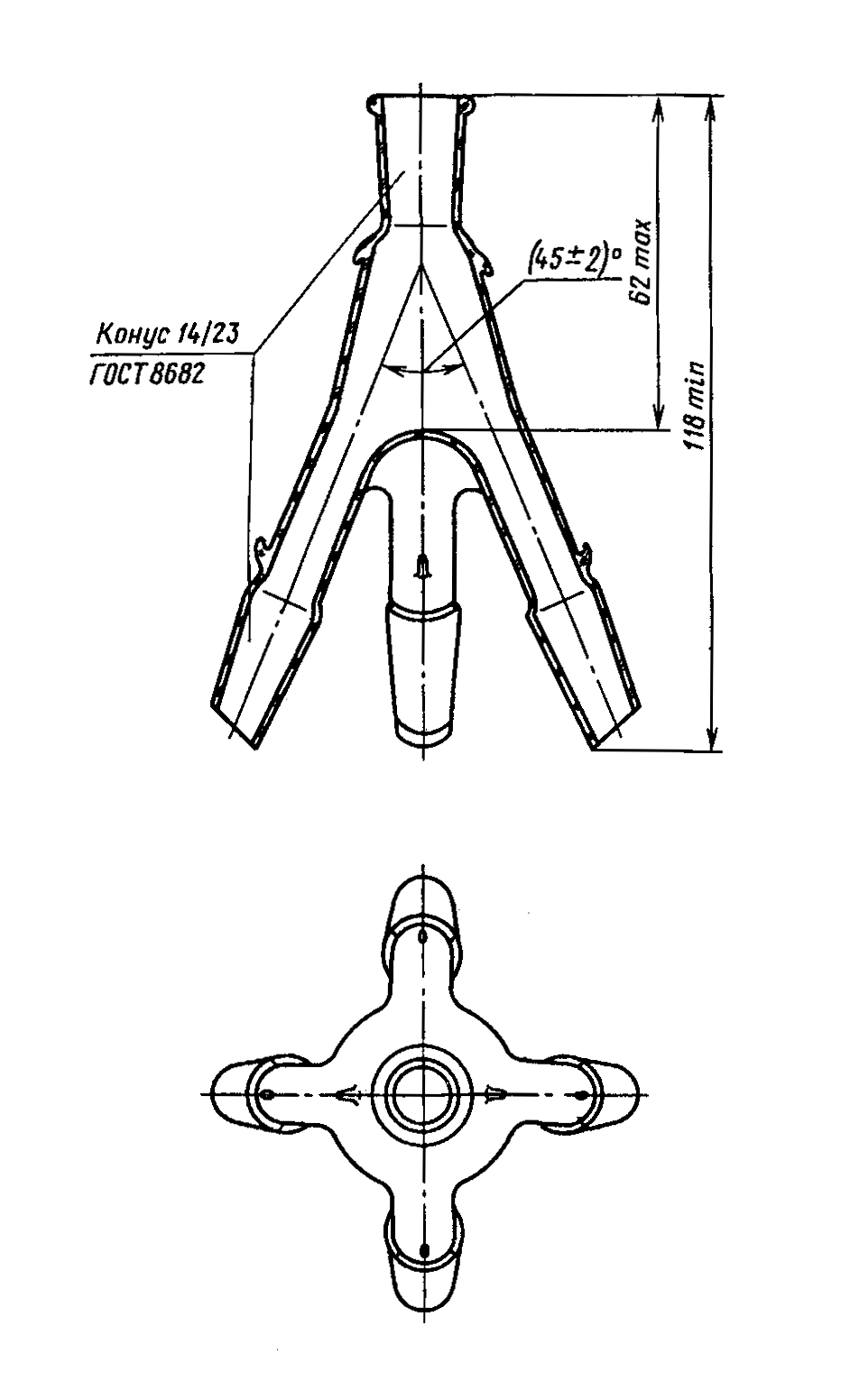
Алонж Бредта (аллонж типа «паук»)

Ало́нж, (фр. allonge — удлинитель, надставка) — конструктивный элемент химических приборов. Применяется в основном при перегонке для соединения холодильника с приёмником и при других работах.
В алонж (на рисунке — коническая часть сверху) входит внутренний притёртый шлиф — Узкий конец алонжа опускают в приёмник.
Алонж применяется при работах по дистилляции, перегонке и других процессах в органическом синтезе. Различают алонжи для обычной перегонки (алонж типа АИ по ГОСТ 25336-82) и для вакуумной перегонки (алонжи типов АИО и АКП по ГОСТ 25336-82). Иногда к алонжам относят и насадки «Паук» для сбора различных фракций дистиллята без разбора установки для перегонки (алонжи «Паук» типов АП и АКП по ГОСТ 25336-82).